# Ulotor
Ulotor (Ulota) är ett släkte av bladmossor. Ulotor ingår i familjen Orthotrichaceae.

## Bildgalleri

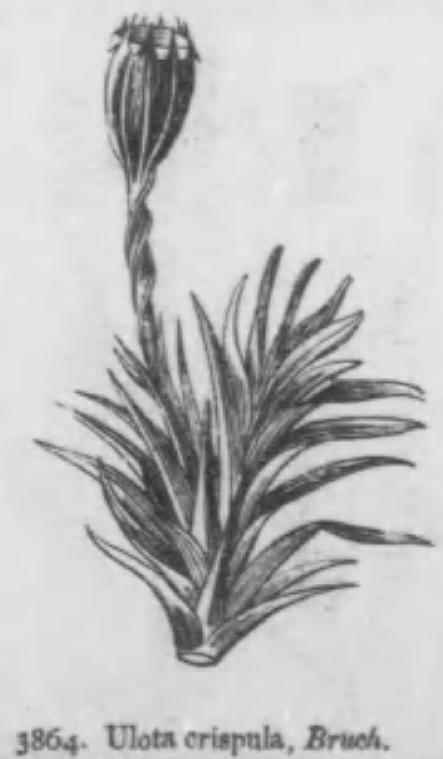
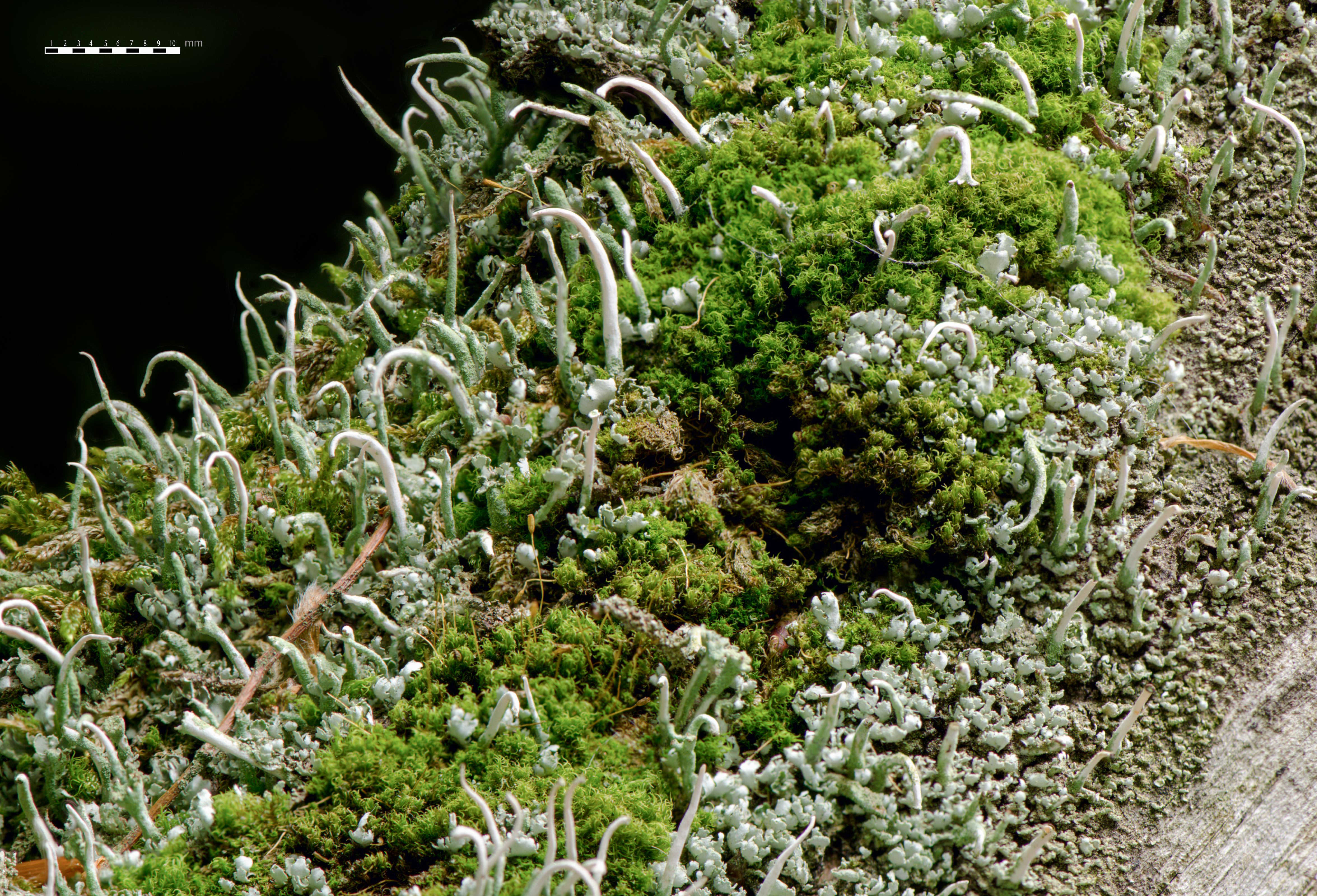
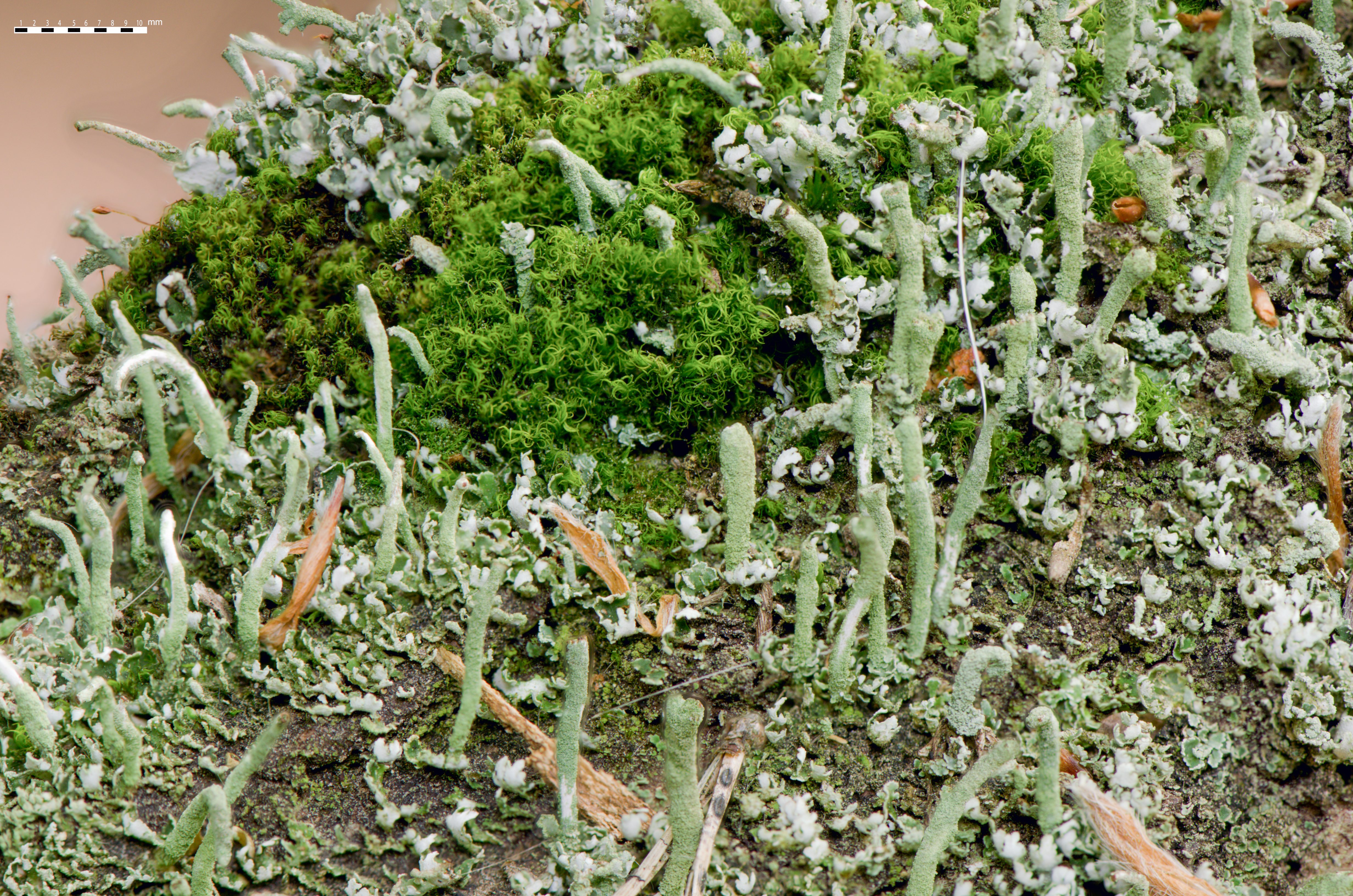
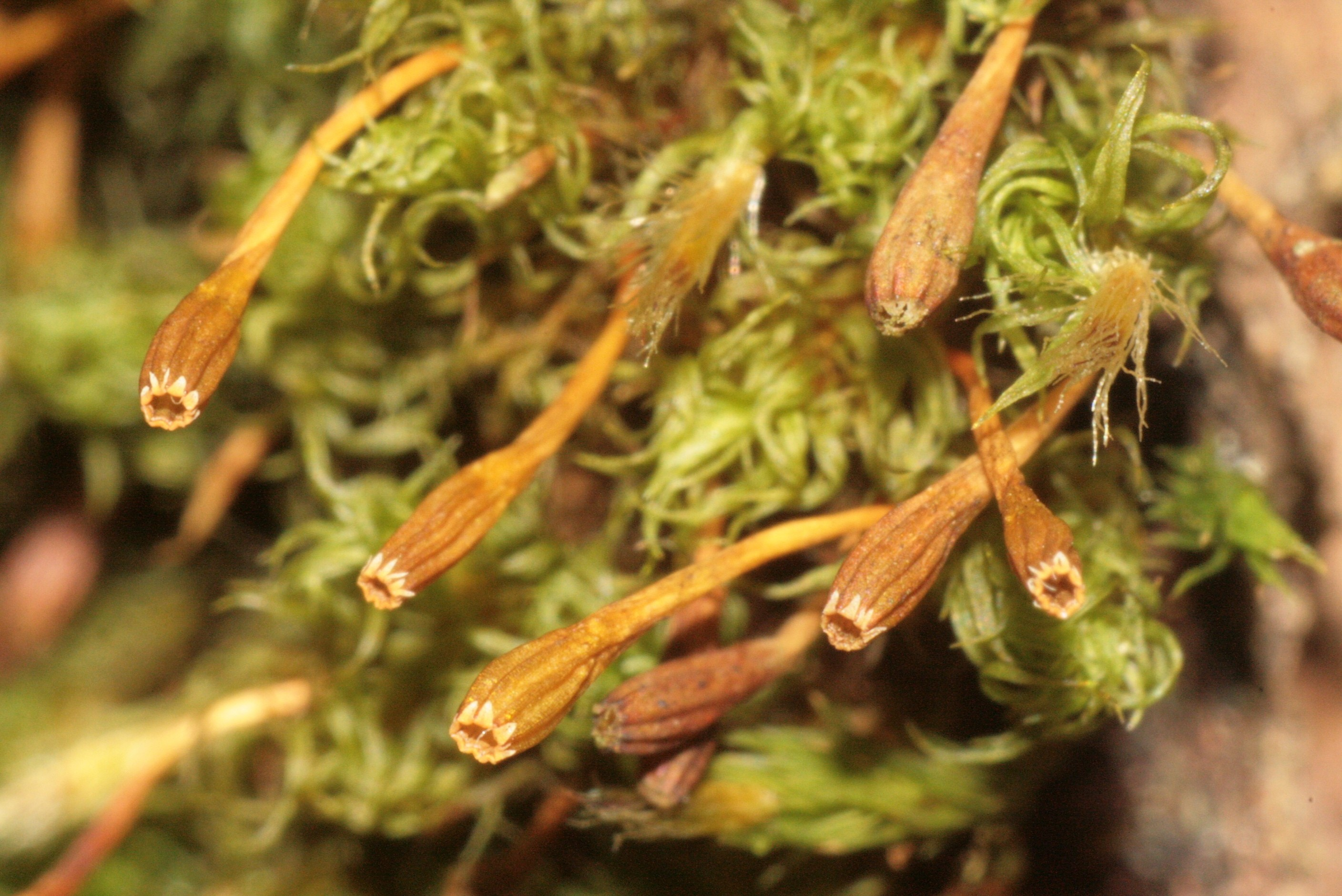
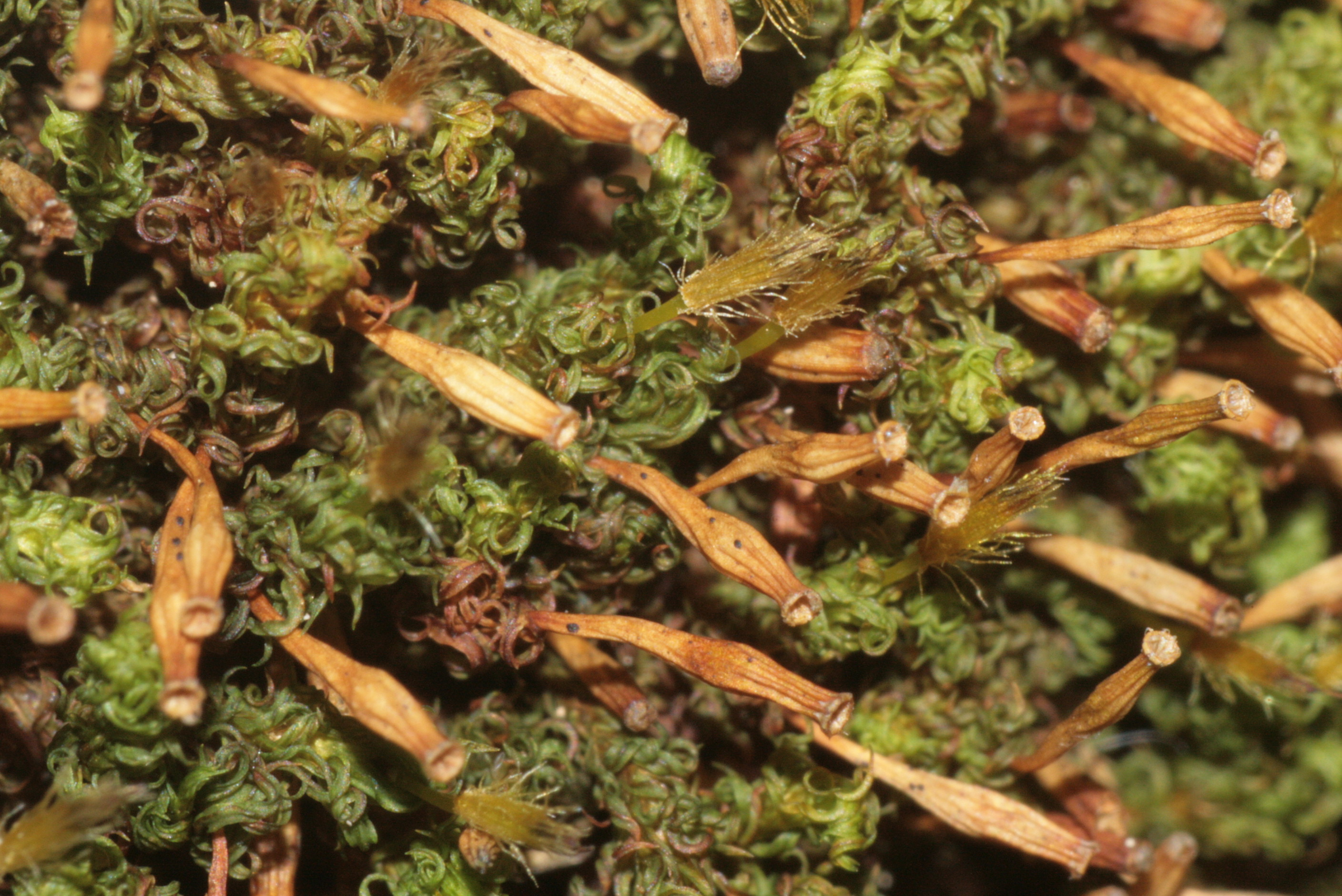
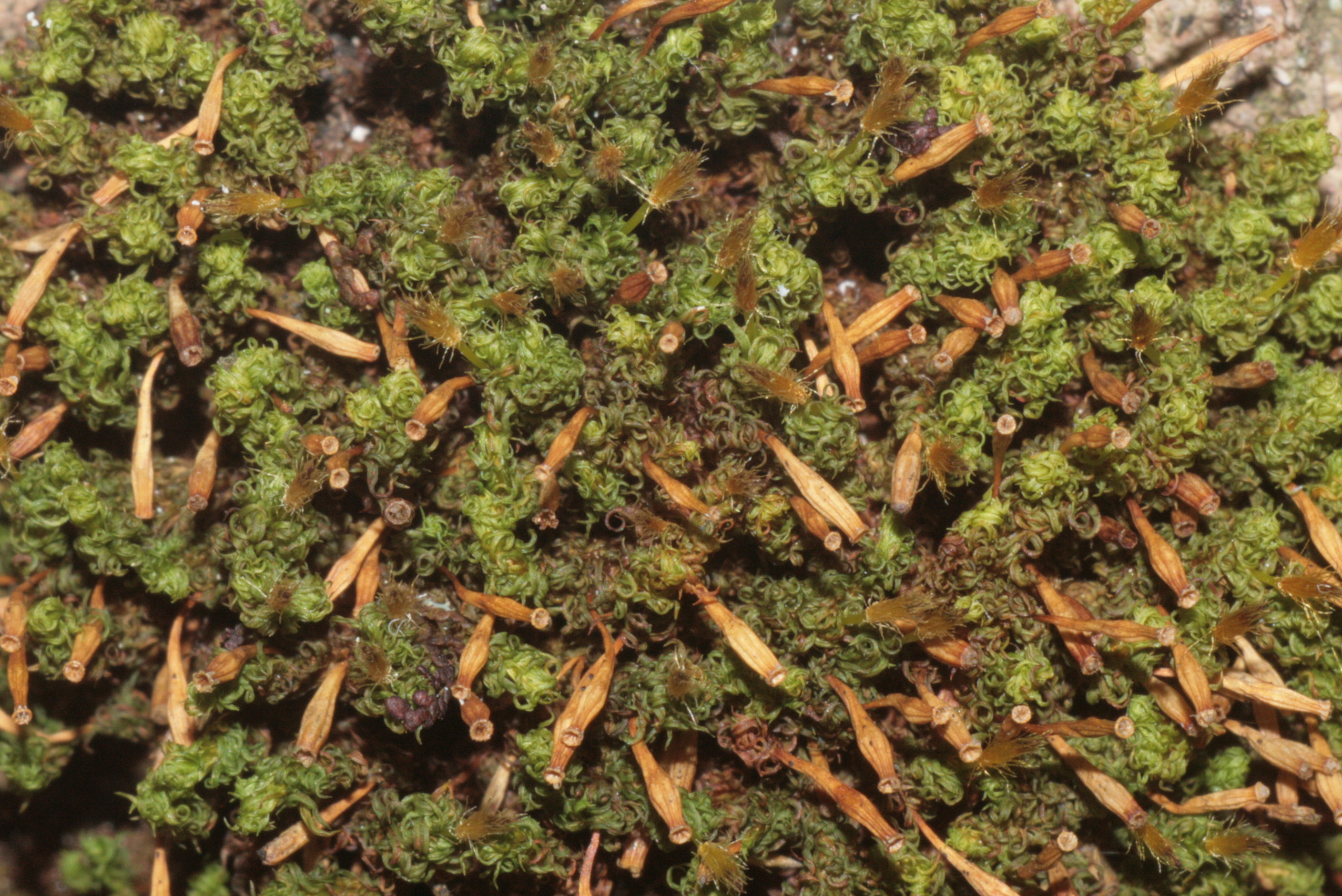

## Dottertaxa till Ulotor, i alfabetisk ordning[1][2]
- Ulota angusti-limbata
- Ulota angustissima
- Ulota aurantiaca
- Ulota bellii
- Ulota bellissima
- Ulota breviseta
- Ulota calvescens
- Ulota carinata
- Ulota cervina
- Ulota coarctata
- Ulota crispa
- Ulota curvifolia
- Ulota dixonii
- Ulota drummondii
- Ulota ecklonii
- Ulota eurystoma
- Ulota fernandeziana
- Ulota fuegiana
- Ulota fulva
- Ulota germana
- Ulota glabella
- Ulota hattorii
- Ulota hutchinsiae
- Ulota japonica
- Ulota laticiliata
- Ulota lativentrosa
- Ulota lobbiana
- Ulota lutea
- Ulota luteola
- Ulota macrocalycina
- Ulota macrocarpa
- Ulota macrodontia
- Ulota magellanica
- Ulota megalospora
- Ulota membranata
- Ulota morrisonensis
- Ulota novae-seelandiae
- Ulota novo-guinensis
- Ulota obtusiuscula
- Ulota perbreviseta
- Ulota perichaetialis
- Ulota phyllantha
- Ulota phyllanthoides
- Ulota pilifera
- Ulota pusilla
- Ulota pycnophylla
- Ulota pygmaeothecia
- Ulota rehmannii
- Ulota reptans
- Ulota robusta
- Ulota rubella
- Ulota rufula
- Ulota schmidii
- Ulota splendida
- Ulota tanganyikae
- Ulota ventricosa
- Ulota viridis
- Ulota yakushimensis